# Danh sách nhân vật trong Konosuba
Dưới đây là danh sách các nhân vật xuất hiện trong light novel Konosuba và các phần ngoại truyện của Akatsuki Natsume.

## Tổ đội Kazuma
Satō Kazuma (佐藤 和真)
Lồng tiếng bởi: Ōsaka Ryōta (drama CD), Fukushima Jun (anime)
Nhân vật chính, một cậu thanh niên 17 tuổi bị ám ảnh game và sống khép kín trong phòng ngủ của mình sau khi bị người bạn thời thơ ấu ở trường cấp hai làm tan vỡ trái tim. Trong khi trở về nhà sau khi mua một trò chơi điện tử, cậu ta cố gắng cứu một người bạn cùng lớp khỏi bị một chiếc máy kéo chạy chậm đâm phải mà cậu nhầm là một chiếc xe tải đang chạy quá tốc độ, cuối cùng chết vì phản ứng căng thẳng cấp tính. Kết quả là cậu được đưa đến một thế giới giả tưởng và trở thành một nhân vật trong game nhập vai. Cậu học các kỹ năng cơ bản như ăn trộm, bắn cung, phát hiện quái vật và phép thuật cơ bản. Dù cậu hay bị các bạn nữ coi là kẻ biến thái (vẫn biến thái như thường) và vô vọng, nhưng khi thời gian trôi qua, cậu chứng tỏ mình là người đáng tin cậy và hữu ích khi hoàn cảnh bắt buộc. Megumin và Darkness cuối cùng cũng phải lòng cậu.
Aqua (アクア Akua)
Lồng tiếng bởi: Fukuhara Kaori (drama CD), Amamiya Sora (anime)
Aqua là nữ thần nước, người phán xét con người gửi đến thế giới RPG, cho đến khi Kazuma kéo cô theo sau khi cô khiêu khích cậu vì chế nhạo cái chết của cậu ta. Cô là một cô gái năng động, bất lịch sự, một nhỏ bợm rượu, thích được tôn kính vì địa vị của mình, đặc biệt là từ tôn giáo sùng đạo của cô, Giáo phái Axis. Cô hám tiền và thường tiêu hết tiền một cách liều lĩnh, buộc cô phải vay từ Kazuma. Cô lại là một đứa trẻ hay khóc nhè và thường không muốn chấp nhận hậu quả do hành động của mình. Là một đại tu sĩ và một nữ thần, Aqua cực kỳ mạnh mẽ chống lại ma quỷ và xác sống, có thể hồi sinh những người vừa qua đời và thanh lọc nước bẩn bằng cách dùng tay hay cả cơ thể chạm vào. Cô có chỉ số cao về cả khả năng phép thuật và thể chất, mặc dù trí thông minh và may mắn của cô cực thấp. Ngoài ra, thay vì học các kỹ năng thiên về chiến đấu, cô lại dành phần lớn điểm kỹ năng của mình để học các trò chơi khăm.
Megumin (めぐみん)
Lồng tiếng bởi: Uchida Maaya (drama CD), Takahashi Rie (anime)
Megumin là một thiếu nữ 14 tuổi của Hồng Ma tộc - một bộ tộc với những con người sở hữu mái tóc đen, đôi mắt đỏ thẫm, khả năng ma thuật cao và đặc điểm của một chūnibyō. Megumin chỉ biết thi triển duy nhất một phép thuật là "Bộc liệt ma pháp" Explosion, cực kỳ mạnh mẽ làm cạn kiệt mana và làm cô "bất lực" sau một lần sử dụng, đồng thời từ chối học bất kỳ kỹ năng nào khác. Do sức mạnh và hậu quả của nó, cô phải vật lộn để tìm một nhóm chấp nhận cô trước khi gặp Kazuma. Cuối cùng cô ấy cũng phải lòng Kazuma. Cô thú nhận tình cảm của mình với cậu, khiến họ trở thành một cặp nhưng bí mật của họ bị lộ khi Darkness cũng thú nhận tình yêu của mình với cậu ta. Cô bị Kazuma gọi là kẻ điên cuồng Explosion vì cô luôn thốt từ này rất lớn mỗi khi niệm chú.
Darkness (ダクネス Dakunesu) / Dustiness Ford Lalatina (ダスティネス・フォード・ララティーナ Dasutinesu Fōdo Raratīna)
Lồng tiếng bởi: Inoue Marina (drama CD), Kayano Ai (anime)
Darkness là một nữ chiến binh thập tự chinh 18 tuổi, sở hữu khả năng tấn công và phòng thủ mạnh mẽ nhưng lại thiếu độ chính xác để thực hiện các đòn tấn công của mình. Cô là một kẻ máu M, luôn mơ thấy mình bị quái vật đánh đập hoặc kết hôn với một người chồng vũ phu. Cô trở nên nghiêm túc khi có vấn đề liên quan đến bạn bè của mình. Sau đó được tiết lộ rằng tên thật của cô là Dustiness Ford Lalatina, và rằng cô là một quý tộc xuất thân từ gia đình Dustiness có ảnh hưởng lớn, người đã trở thành một chiến binh thập tự chinh trái với mong muốn của cha cô ấy. Bản thân cô, giống như Megumin, cuối cùng cũng yêu Kazuma. Darkness thường thốt ra những suy nghĩ đồi trụy và thích thú khi mọi người nói xấu cô ấy, khiến họ mất tinh thần và thất vọng về cô.

## Các Tướng lĩnh của Ma vương

#### Ma vương
Ma Vương (魔王, Maō) là nhân vật phản diện của câu chuyện, kẻ có tham vọng tiêu diệt loài người. Trong một truyền thuyết, hắn ta được mô tả là một thanh niên tài năng nhưng bị cô lập, người đã đánh bại Ma vương trước đó và đảm nhận vai trò của ông ta. Hắn ta có tám vị tướng để phục vụ cho hắn, tất cả đều phải bị đánh bại trước khi tấn công lâu đài của hắn ta. Trong cuốn tiểu thuyết cuối cùng, người ta nói rằng tên thật của hắn là Yasaka Kyoichi (八坂 恭一).
Verdia (ベルディア Berudia)
Lồng tiếng bởi: Yasumoto Hiroki (anime)
Verdia là một Dullahan (kỵ sĩ không đầu) và là cựu hiệp sĩ. Hắn ta trở nên thù địch với nhóm của Kazuma sau khi Megumin tiếp tục sử dụng lâu đài của hắn để luyện tập chiêu Explosion. Hắn ta yếu khi gặp nước và bị đánh bại bởi phép thuật thanh lọc nước của Aqua. Mặc dù có cảm giác vinh dự từ những ngày còn là hiệp sĩ, nhưng hắn cũng có xu hướng rúc đầu vào dưới váy của Wiz khi cô ấy đi ngang qua.
Vanir (バニル Baniru)
Lồng tiếng bởi: Nishida Masakazu
Vanir là một trong ba vị tướng của Ma vương cuối cùng sẽ tiếp quản quyền quản lý cửa hàng ma thuật của Wiz. Hắn ta là ác quỷ có tầm nhìn xa và là một trong những công tước của địa ngục, với khả năng đọc mọi thứ về bất kỳ ai, nhưng hắn không thể đọc được bất cứ điều gì về những người mạnh mẽ hơn hắn (các tướng của Ma vương, Aqua và các vị thần khác); hắn không đọc vị được những gì họ nghĩ trong đầu. Một ngoại lệ là Kazuma, người có bản tính xảo quyệt khiến hắn khó hiểu. Hắn ta cũng có những kỹ năng chiến đấu rất mạnh mẽ mà hắn từ chối sử dụng với con người.
Lên kế hoạch từ chức chủ nhân của mình, Vanir phát hiện ra một ngục tối đã được dọn sạch trước đó mà hắn ta biến thành nơi ẩn náu, với hy vọng đạt được ước mơ lừa những kẻ đánh bại hắn ta trong trận chiến rằng có của cải bên trong một rương kho báu, chỉ để phát hiện ra nó là một mảnh giấy với lời chế nhạo. Sau đó hắn ta bị đánh bại bởi phép thuật Explosion của Megumin và hình thành cơ thể thứ hai để sinh sống, chuyển đến Axel và bắt đầu làm việc tại cửa hàng của Wiz. Hắn có mối hận thù với Aqua, người thường xuyên cố gắng thanh tẩy hắn.
Hans (ハンス Hansu)
Lồng tiếng bởi: Tsuda Kenjiro (anime)
Hans là một loại biến thể chất nhờn độc chết người có khả năng nuốt chửng bất cứ thứ gì, mang hình dáng của những người mà hắn ta ăn tươi nuốt sống và một cơ thể khỏe mạnh chứa đầy chất độc, hắn ta sử dụng thứ này trong một nhiệm vụ là làm ô nhiễm các suối nước nóng của thành phố Alcanretia và nó đã thất bại.
Sylvia (シルヴィア Shiruvia)
Lồng tiếng bởi: Watanabe Akeno
Sylvia là một chimera tăng trưởng với khả năng sửa đổi cơ thể của chính mình. Cô có hình dạng giống phụ nữ dù vẫn giữ một bộ phận của đàn ông. Cô tấn công quê hương của Hồng Ma Tộc, những kẻ mà cô coi thường do họ thường xuyên sử dụng phép thuật.
Wolbach (ウォルバク Worubaku)
Lồng tiếng bởi: Kaida Yuki
Nữ thần độc ác của bạo lực và lười biếng, Wolbach được các thuộc hạ của Ma vương tôn thờ. Cô ấy sử dụng nguồn mana dự trữ khổng lồ của mình để thi triển phép thuật Explosion lên pháo đài Belzerg ở tiền tuyến, sau đó dịch chuyển đến nơi an toàn. Cô bị chia thành hai thực thể, một thực thể có hình người và thực thể còn lại là Chomusuke, con mèo của Megumin. Trong loạt phần phụ Explosion, có tiết lộ rằng Wolbach đã cứu Megumin thời trẻ khỏi chính bản thân khác của cô ấy bằng cách sử dụng phép thuật Explosion, điều này đã truyền cảm hứng cho Megumin học nó.

## Nhân vật phụ
Eris (エリス Erisu)
Lồng tiếng bởi: Suwa Ayaka (anime)
Eris là nữ thần của thế giới RPG, người mà Kazuma gặp lần đầu sau khi cậu bị giết trong một trận chiến. Cô ấy tốt bụng nhưng lại dễ bị Aqua trêu chọc, vì Aqua ghen tị với việc Eris được tôn thờ nhiều hơn mặc dù là nữ thần cấp dưới của Aqua. Sau đó được tiết lộ Chris chính là nhân vật của cô ấy ở thế giới này.
Chris (クリス Kurisu)
Lồng tiếng bởi: Suwa Ayaka (anime)
Chris là bạn của Darkness và là tên trộm, người dạy kỹ năng "Steal" cho Kazuma. Cô ấy là lốt người phàm của Eris; trái ngược với bản tính ngoan ngoãn như Eris, Chris lại có tính cách mạnh mẽ hơn. Trong tập thứ sáu, cô nhắm vào những ngôi nhà của giới quý tộc để đánh cắp thánh tích và được mệnh danh là Kẻ trộm hào hiệp.
Wiz (ウィズ Wizu)
Lồng tiếng bởi: Hayami Saori (drama CD), Horie Yui (anime)
Wiz là một pháp sư Lich mạnh mẽ và từng là một trong những tướng lĩnh của Ma vương. Cô được giao nhiệm vụ duy trì kết giới bao quanh lâu đài của Nhà vua, mặc dù cuối cùng cô đã rời bỏ vị trí của mình theo một thỏa thuận trung lập cấm cô can thiệp vào quân đội của Nhà vua miễn là những người không tham chiến không bị lực lượng của ông ta nhắm đến. Cô là một người phụ nữ nhút nhát và tốt bụng, sử dụng sức mạnh của mình để hỗ trợ dân thường và dẫn dắt những linh hồn lạc lối sang thế giới bên kia. Cô điều hành một cửa hàng ma thuật không mấy thành công ở Axel, sau này do Vanir quản lý, nơi cô bị đối xử như một 'nô lệ'.
Yunyun (ゆんゆん)
Lồng tiếng bởi: Hanazawa Kana (drama CD), Toyosaki Aki (anime)
Yunyun là bạn học cũ của Megumin và là con gái của trưởng làng Hồng Ma Tộc. Cô có tính cách bình thường, nên trớ trêu thay cô lại bị các bạn chūnibyō ghẻ lạnh. Yunyun là một pháp sư có tay nghề cao và thích cạnh tranh với Megumin như một cái cớ để kết bạn.
Mitsurugi Kyōya (御剣 響夜)
Lồng tiếng bởi: Toriumi Kōsuke (drama CD), Eguchi Takuya (anime)
Kyoya là một con người khác được Aqua gửi đến thế giới này. Do hành vi rập khuôn của mình, cậu ta có nhận thức sai lầm rằng mình là anh hùng lý tưởng và cho rằng Aqua là một nữ thần đàng hoàng, điều này khiến nhóm của Kazuma khó chịu. Kyoya được tặng một thanh kiếm bị nguyền rủa có tên là Gram làm vật phẩm cậu chọn, nhưng lại đánh mất nó trong trận đấu tay đôi với Kazuma, người sử dụng kỹ năng Steal của mình trộm nó (Kazuma cầm đồ để kiếm thêm tiền). Kyoya lập nhóm với hai cô gái, người sử dụng giáo và dao găm, chiến đấu bên cạnh cậu. Khi tin tức về vụ trộm của Tên trộm hào hiệp lan truyền, Kyoya được triệu tập đến thủ đô để làm lính canh.
Dust (ダスト Dasuto)
Lồng tiếng bởi: Majima Junji
Dust là một tên côn đồ địa phương ở Axel và là bạn của Kazuma, thường xuyên say khướt trong quán rượu của hội hoặc bị bắt vì những tội nhỏ nhặt. Là một cựu Hiệp sĩ rồng, cậu ta chiến đấu bằng thanh kiếm của mình và đi cùng một nhóm gồm ba người: Taylor, một người sử dụng kiếm, Rin, một pháp sư và Keith, một cung thủ. Trong tập thứ hai, Dust và Kazuma đổi nhóm trong một ngày; trong khi nhóm của Kazuma và Dust hoàn thành xuất sắc nhiệm vụ của mình, thì nhóm Dust gần như kết thúc trong thảm họa trong khi nhóm của Kazuma lại bơi lội nhờ nhóm có năng lực hơn nhiều của Dust.
Cecily
Lồng tiếng bởi: Fairouz Ai
Cecily là linh mục của Axel; cuối cùng cô ấy kết bạn với nhóm của Kazuma, nhưng luôn cố gắng biến họ trở thành một phần của giáo phái Axis.
Zesta
Lồng tiếng bởi: Yasunori Masutani
Zesta là linh mục trưởng của Axel, người cuối cùng đã làm ô nhiễm nguồn nước địa phương bằng chất nhờn màu tím sau khi phát hiện ra nó có những đặc tính thú vị. Ông ta thể hiện những đặc điểm giống tội phạm, ví dụ như cái gọi là săn lùng phụ nữ trẻ, dường như luôn đại diện cho đặc điểm chung của giáo phái Axis.

## Vương quốc Belzerg
Phần lớn câu chuyện của KonoSuba diễn ra ở Vương quốc Belzerg, đặc biệt là ở thành phố Axel, nơi tập trung hầu hết các nhà thám hiểm tân binh. Một trong những địa danh nổi bật của Axel là bang hội, nơi họ có thể đăng ký công việc và nhận nhiệm vụ. Cũng nằm ở Belzerg là thành phố Alcanretia, một thành phố nổi tiếng với suối nước nóng và người dân sùng đạo Axis.
Luna (ルナ Runa)
Lồng tiếng bởi: Hara Sayuri (anime)
Luna là nhân viên tiếp tân của hội Axel. Cô làm việc tại quầy của bang hội, hỗ trợ các nhà thám hiểm đăng ký và cung cấp nhiệm vụ. Mặc dù có vẻ ngoài hấp dẫn nhưng cô ấy không có bất kỳ quan hệ lãng mạn nào do công việc tiêu tốn, khiến cô cảm thấy chán nản.
Kẻ côn đồ (荒くれ者 Arakure Mono)
Lồng tiếng bởi: Inada Tetsu (anime)
Một nhân vật định kỳ chỉ có trong anime sống tại Axel và xuất hiện ở những thời điểm quan trọng trong cốt truyện. Sau đó được tiết lộ rằng ông chỉ là một thợ dệt thủ công.
Sena (セナ)
Lồng tiếng bởi: Nabatame Hitomi
Sena là công tố viên đặc biệt của Vương quốc Belzerg phụ trách các tội ác nghiêm trọng như phản quốc và âm mưu với Ma vương. Cô được cử đi bắt và điều tra Kazuma khi lõi Destroyer được dịch chuyển làm nổ tung dinh thự của Alderp. Bất chấp sự vô tội của Kazuma, cô vẫn nghi ngờ về hoạt động của cậu và triệu tập cậu ta để giải quyết nhiều tình huống khác nhau, bao gồm cả cuộc đối đầu với Vanir.
Alexei Barnes Alderp (アレクセイ・バーネス・アルダープ Arekusei Bānesu Arudāpu)
Lồng tiếng bởi: Nagasako Takashi
Lãnh chúa của Axel, dinh thự của người đã bị phá hủy do quyết định ngẫu nhiên dịch chuyển lõi Destroyer do Kazuma ném. Để trừng phạt, ông ta cố gắng thao túng phiên tòa để kết án tử hình cậu, nhưng thất bại trước sự can thiệp của Darkness. Gia sản của ông sau này nằm dưới sự giám sát của nhóm Kazuma sau làn sóng cướp bóc hoành hành giới quý tộc cả nước.
Alexei Barnes Walther (アレクセイ・バーネス・バルター Arekusei Bānesu Barutā)
Lồng tiếng bởi: Ishikawa Kaito
Con trai của Alderp, một hiệp sĩ tốt bụng, nhã nhặn và có tư tưởng cao thượng của vương quốc, người sẽ kết hôn với Darkness theo sự sắp đặt của cha mình (khiến Darkness rất chán ghét). Khi Darkness bịa ra câu chuyện rằng cô không thể cưới anh vì cô đang mang trong mình đứa con của Kazuma, anh quyết định nói với cha mình rằng anh từ chối cuộc hôn nhân.
Dustiness Ford Ignis (ダスティネス・フォード・イグニス Dasutinesu Fōdo Igunisu)
Lồng tiếng bởi: Inoue Kazuhiko
Một quý tộc nổi tiếng và là cha của Darkness. Ông không đồng tình với lối sống phiêu lưu của con gái mình và cố gắng sắp xếp cuộc hôn nhân cho cô nhưng không thành công. Sau khi Alderp biến mất, Ignis trở thành Lãnh chúa tiếp theo của Axel.
Belzerg Stylish Sword Iris (ベルゼルグ･スタイリッシュ・ソード・アイリス Beruzerugu Sutairisshu Sōdo Airisu)
Lồng tiếng bởi: Kanon Takao
Iris là công chúa 12 tuổi của Belzerg. Tò mò về những câu chuyện phiêu lưu, cô bé phát triển mối quan hệ thân thiết với Kazuma, người mà cô coi như anh trai mình và bị brocon. Dù tuổi còn bé nhưng cô vẫn sử dụng thành thạo kiếm và mang theo một thanh kiếm thần thánh tên là Calibur.

## Hồng ma tộc
Trong loạt spin-off của light novel Kono subarashii sekai ni bakuen o!, Hồng Ma tộc là trọng tâm chính của bộ truyện.
Komekko (こめっこ)
Lồng tiếng bởi: Maria Naganawa
Em gái của Megumin. Cô bé tìm thấy một quả bóng xếp hình nhỏ, giống như chị gái của cô nhiều năm trước, và cuối cùng đã giải phóng lũ quỷ đến làng Hồng ma tộc.
Arue (あるえ)
Lồng tiếng bởi: Kaori Nazuka
Arue là một nhà văn đầy tham vọng ở làng Hồng Ma tộc, học cùng trường với Megumin. Megumin cho biết ngôi trường này có biệt danh tương tự như “Học viện Hồng ma” trong bộ phim chuyển thể từ bộ truyện ra mắt năm 2019.
Funifura (ふにふら)
Lồng tiếng bởi: Miyu Tomita
Funifura theo học tại 'Học viện Hồng ma' và là bạn của Dodonko. Họ có xu hướng đối lập với thời gian Megumin ở đó, vì đôi khi họ 'bắt nạt' Yunyun. Họ kết bạn với cô nhưng lại lợi dụng cô khi một trong số họ cần thuốc cho cha mẹ. Khi Megumin biết được điều này, cô buộc họ hãy tha cho Yunyun, mặc dù sau đó cô cũng lợi dụng Yunyun, Yunyun đã cảm ơn cô ấy bằng một bữa tối bằng bất cứ giá nào sau đó.
Dodonko (どどんこ)
Lồng tiếng bởi:Suzushiro Sayumi
Dodonko là bạn của Funifura và theo học tại 'Học viện Hồng ma'. Họ có xu hướng trêu chọc Yunyun rất nhiều.
Chomusuke (ちょむすけ)
Lồng tiếng bởi: Nabatame Hitomi
Một con mèo có cánh màu đen, trong phần tiền truyện, ban đầu được cho là thú cưng của Wolbach, do đó lấy tên là Lady Wolbach. Sau khi Megumin nhận nó làm của mình, cô ấy mang nó đến trường, nơi các bạn cùng lớp của cô bị ám ảnh bởi con vật cưng vô danh này, thậm chí còn hơn cả chính Megumin. Họ đặt cho nó nhiều cái tên khác nhau trước khi tạm thời đặt tên cho 'Megumin'. Megumin thật không hài lòng với điều này và quyết định nuôi một con mèo không tên cho đến khi nghĩ ra cái tên Chomusuke. Điều này dẫn đến những khoảnh khắc Megumin chạm trán Wolbach ở phần sau của bộ truyện. Con mèo có một cây thánh giá màu đỏ giống như thánh giá của Cơ đốc giáo trên trán và đôi mắt hình elip có màu xanh ô liu.
Pucchin (ぷっちん)
Lồng tiếng bởi: Sakamaki Mitsuhiro (tiếng Nhật)
Giáo viên thể dục của 'Học viện Hồng ma'. Megumin thường tìm cớ để ngủ quên trong những buổi học này.